# Электропроводящие полимеры
Электропроводящие полимеры — органические полимеры, которые проводят электрический ток. Такие полимеры могут быть как полупроводниками, так и хорошими проводниками (как металлы). Общепризнанно, что металлы хорошо проводят электричество, а органические вещества являются изоляторами, но электропроводящие полимеры сочетают свойства обоих, также обладая преимуществом — лучшей технологичностью. Электропроводящие полимеры являются пластмассами и, следовательно, могут сочетать механические свойства пластмасс (гибкость, прочность, ковкость, эластичность и т. д.) с высокой электропроводностью. Их свойства могут быть точно отрегулированы с помощью специальных методов органического синтеза.

## Корреляция химической структуры и электропроводности
В традиционных полимерах, таких как полиэтилен, валентные электроны связаны ковалентной связью типа sp3-гибридизации. Такие «сигма-связанные электроны» имеют низкую мобильность и не вносят вклад в электропроводность материала. Ситуация совершенно иная в конъюгированных (сопряженных) материалах. Проводящие полимеры имеют непрерывную цепочку ячеек из sp2-гибридизированного углерода. Один валентный электрон каждой ячейки находится на pz орбитали, которая ортогональна трём другим сигма-связям. Электроны на этих делокализованных орбиталях обладают высокой мобильностью, когда материал «легируют» путём окисления, которое удаляет некоторые из этих делокализованных электронов. Таким образом, р-орбитали формируют зону, и электроны в рамках этой зоны становятся подвижными, когда она частично пустеет. В принципе, эти же материалы можно легировать восстановлением, которое добавляет электроны в ещё не заполненные зоны. На практике большинство органических проводников легируют окислением, чтобы получать материалы р-типа. Окислительно-восстановительное легирование органических проводников аналогично легированию кремниевых полупроводников, при котором небольшое количество атомов кремния заменяются на атомы с большим количеством электронов (например, на фосфор) или наоборот, с малым количеством электронов (например, на бор) для создания полупроводников n-типа или р-типа, соответственно.
Хотя обычно «легирование» проводящих полимеров подразумевает либо окисление, либо восстановление материала, проводящие органические полимеры, связанные с протоносодержащими растворителями, могут быть также «самолегированными».
Наиболее заметным различием между проводящими полимерами и неорганическими полупроводниками является подвижность носителей тока, которая до недавнего времени у проводящих полимеров была значительно ниже, чем у их неорганических аналогов. Эта разница уменьшается с изобретением новых полимеров и разработкой новых технологий обработки. Низкая мобильность зарядов связана со структурными нарушениями. В самом деле, как и в неорганических аморфных полупроводниках, проводимость в таких относительно неупорядоченных материалах является в основном функцией «зазоров мобильности», со скачками фононов, туннелированием поляронов и т. д. между фиксированными состояниями.
Конъюгированные полимеры в их нелегированном первозданном состоянии являются полупроводниками или изоляторами. А это означает, что энергетический зазор в них может быть > 2 эВ, что является слишком большим барьером для возникновения термической проводимости. Следовательно, нелегированные конъюгированные полимеры, такие как полипиррол, полиацетилен, имеют низкую электропроводность: от 10−10 до 10−8 См/см. Даже при очень низком уровне легирования (< 1 %) электропроводность возрастает на несколько порядков, до значений порядка 10−1 См/см. Последующее легирование приводит к насыщению проводимости при значениях около 100—10000 См/см в зависимости от полимера. Самые высокие значения проводимости, известные в настоящее время, получены для эластичного полиацетилена с достоверным значением около 80000 См/см. Хотя пи-электроны в полиацетилене делокализованы вдоль цепи, истинный полиацетилен не является металлом. Полиацетилен имеет переменные одинарные и двойные связи размером 1,45 Å и более 1,35 Å соответственно. После легирования переменные связи уменьшаются, а проводимость увеличивается. Нелегированное увеличение проводимости достигается в полевом транзисторе (органические полевые транзисторы) или путём облучения. Некоторые материалы демонстрируют отрицательное разностное сопротивление и управляемое напряжением «переключение», аналогично тому, как наблюдается в неорганических аморфных полупроводниках.

### Классы материалов

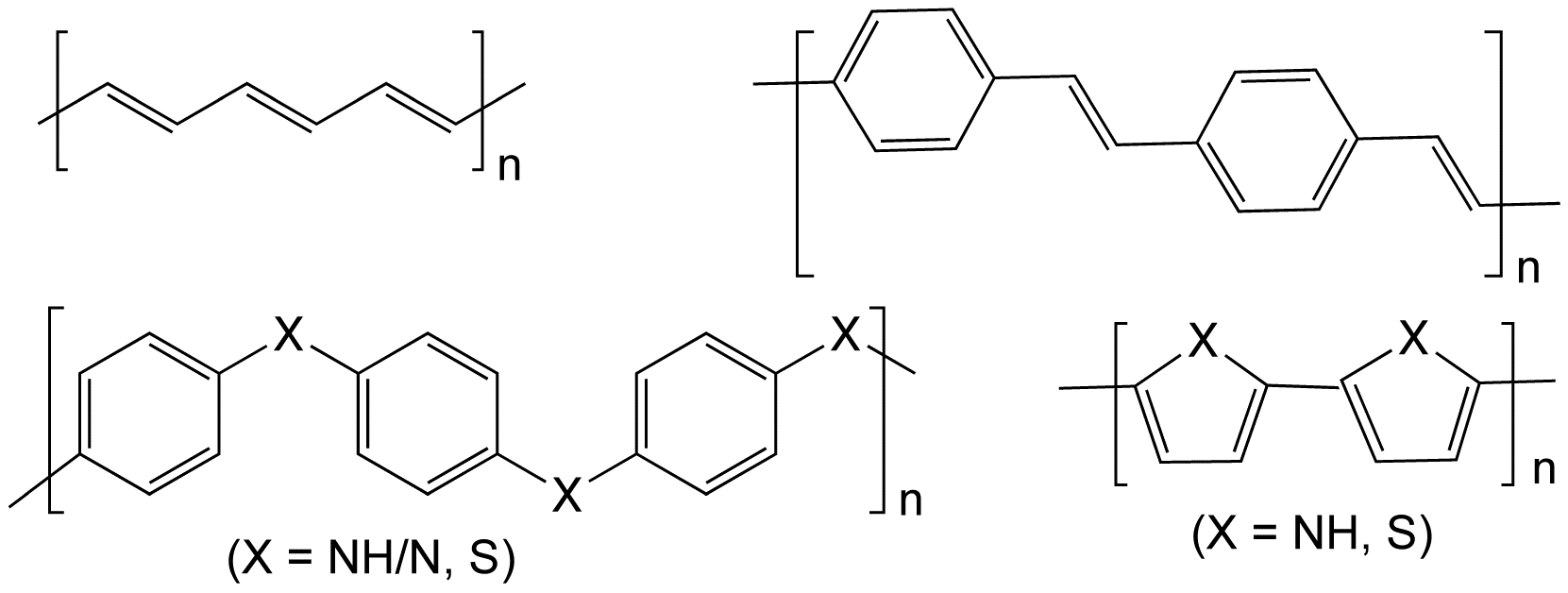
Структуры различных проводящих органических полимеров. Полиацетилен, полифениленвинилен, политиофен (X = S) и полипиррол (X = NH), полианилин (X = N, NH) и сульфид полифенилина (X = S).

Хорошо изученные классы органических проводящих полимеров представляют: полиацетилен, полипиррол, политиофен, полианилин, поли-сульфид-p-фенилена, а также поли-пара-фенилен-винилен (ППВ). ППВ и её растворимые производные появились в качестве прототипа электролюминесцентных полупроводниковых полимеров. Сегодня поли-3-алкитиофен являются архетипическим материалом для солнечных батарей и транзисторов. Другие не так хорошо изученные проводящие полимеры включают: полииндол, полипирен, поликарбазол, полиазулен, полиазерин, полифлуорен и полинафталин.

#### Синтез электропроводящих полимеров
Разработано множество методов синтеза полимеров. Большинство проводящих полимеров изготовляются путём окисления связи моноциклического предшественника. Такая реакция влечёт за собой дегидрирование:
n H-[X]-H → H-[X]n-H + 2(n-1) H+ + 2(n-1) e−
Одной из проблем является как правило низкая растворимость полимеров. Однако в некоторых случаях молекулярная масса не должна быть высокой, чтобы достичь желаемых свойств.

## Свойства и применение
Масштабы приложений проводящих полимеров постоянно расширяются из-за их несложной обработки. Они находят применение в качестве антистатических материалов, они используются в коммерческих дисплеях и батарейках, но их применение сдерживается высокими производственными расходами, несоответствием требуемых свойств материалов, токсичностью, плохой растворимостью и невозможностью использовать непосредственно в процессе расплава. В литературе есть свидетельства, что они также перспективны в органических солнечных элементах, органических светодиодах, исполнительных устройствах, электрохромизме, суперконденсаторах, биосенсорах, гибких прозрачных дисплеях, электромагнитных экранах и, возможно, в качестве замены оксида индия. Проводящие полимеры быстро находят новые приложения как хорошо обрабатываемые материалы с лучшими электрическими и физическими свойствами и с более низкими затратами. Новые наноструктурированные формы проводящих полимеров с их большой площадью и лучшей дисперсностью дают новые идеи в нанотехнологиях.
Проводящие полимеры имеют низкую растворимость в органических растворителях, что снижает их технологичность. Кроме того, заряженная органическая полимерная цепочка часто бывает неустойчива к атмосферной влаге. По сравнению с металлами органические проводники являются дорогими, требующими многоступенчатого синтеза. Хорошая технологичность для многих полимеров требует введения растворяющихся заместителей, которые могут ещё больше осложнить процесс синтеза.

## История

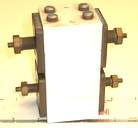
Управляемый напряжением переключатель, электронный прибор из органических полимеров 1974 г. Смитсоновская коллекция чипов.

В 1950 г. было обнаружено, что полициклические ароматические соединения образуют полупроводниковые соли галогенов на комплексе переноса заряда. Этот вывод указал на то, что органические соединения могут проводить ток. Органические проводники периодически обсуждались, эта область была под особым вниманием научного мира в связи с предсказанием сверхпроводимости, следующей из теории БКШ.
Начиная с 1963 г. Болто с сотрудниками сообщали о проводимости в йодо-легированном полипирроле. Эта австралийская группа в конечном итоге достигла удельного сопротивления ниже 0,03 Ом·см для некоторых проводящих полимеров, что недалеко от современных значений.
В это время процессы полимеризации не были детально изучены. Моделирование механизмов проводимости тоже ещё не проводилось, Невиллу Мотту ещё предстояло написать труды по проводимости в неупорядоченных структурах. Позже де Сурвилл с сотрудниками сообщили о высокой проводимости полианилина. В 1980 году Диас и Логан сообщили о полианилине, который может служить материалом для электродов.
Многие ранние работы по физике и химии полимеров проводились с меланином, из-за близости этих исследований к медицинским приложениям. Например, в начале 1960-х Блуа с сотрудниками обнаружили полупроводниковые свойства меланина, а затем они занялись определением его физической структуры и свойств. Строго говоря, все полиацетилены, полипирролы и полианилины являются меланинами.
В 1974 году МагГиннесс описывает «активное органическое полимерное электронное устройство»: управляемый напряжением бинарный переключатель. В этом устройстве используется ДОФА-меланин, самолегирющийся сополимер полианилина, полипиррола и полиацетилена. В этой работе продемонстрировано использование классического отрицательного дифференциального сопротивления.
В 1977 году Алан Хигер, Алан Мак-Диармид и Хидэки Сиракава сообщили о высокой проводимости окисленного йодо-легированного полиацетилена. Позже эти исследователи опубликовали передовые труды о структуре и механизмах проводимости в органических проводниках. За эти исследования они были удостоены в 2000 году Нобелевской премии по химии «за открытие и развитие проводящих полимеров».